# Toby Wing
Toby Wing (nacida Martha Virginia Wing; 14 de julio de 1915 — 22 de marzo de 2001), "Toby" antiguo nombre familiar, fue una actriz y showgirl estadounidense, una vez llamada "la corista mas hermosa en Hollywood".

## Primeros años
Wing nació en Amelia Court House, Virginia, hija de Paul Wing y Martha Thraves. Su padre, oficial de carrera en la reserva del ejército, era ayudante de dirección de Paramount Pictures. Fue reactivado para el servicio antes de la Segunda Guerra Mundial y fue capturado por los japoneses y sobrevivió a la Marcha de la Muerte de Bataán.

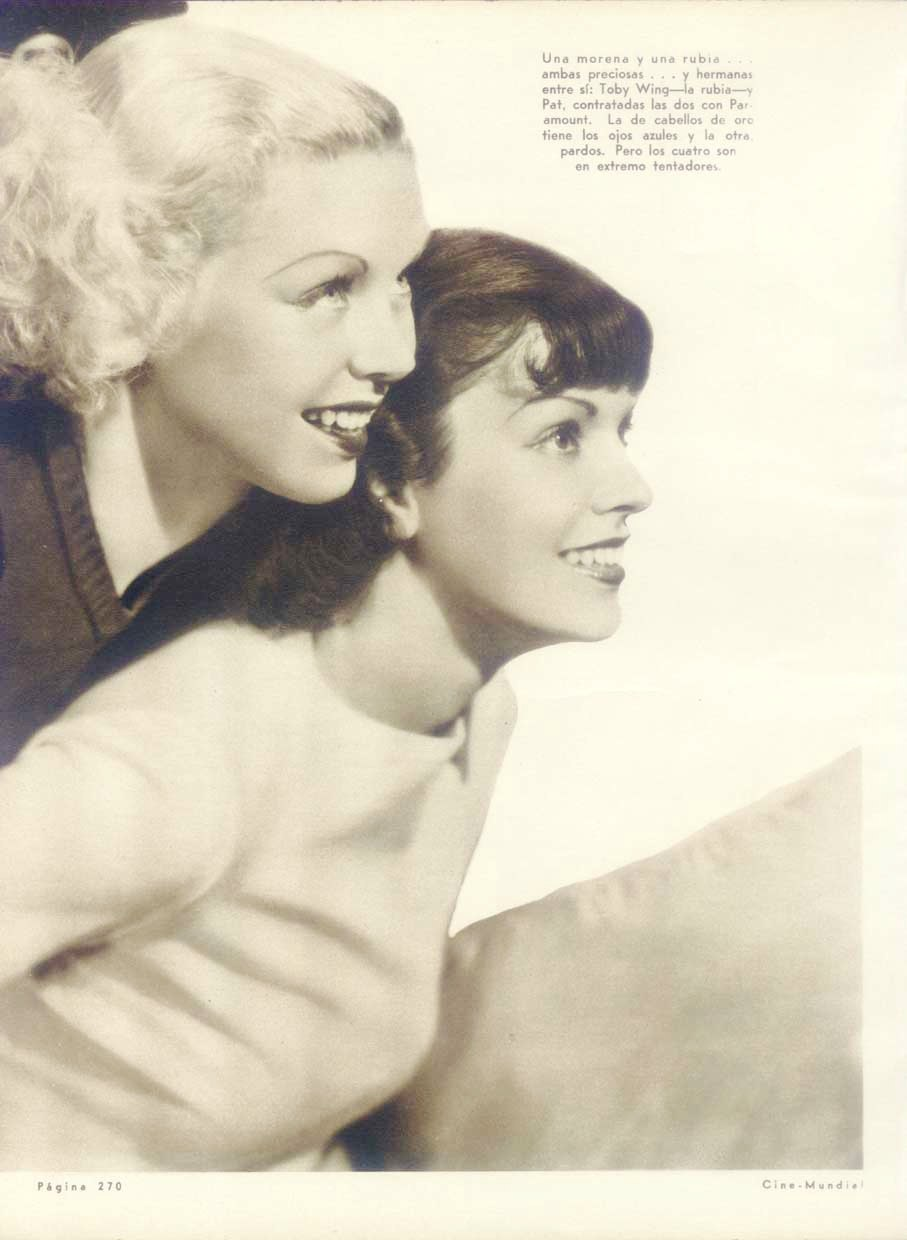
Toby y su hermana Pat

Su hermana Gertrude (conocida como Pat Wing) también trabajó como actriz (a menudo en el coro). También tenía un hermano menor. Su tío abuelo era el dramaturgo inglés Sir Arthur Wing Pinero.

## Carrera
Wing empezó a trabajar en la pantalla a los 9 años, con algunos papeles secundarios en películas mudas gracias al trabajo de su padre. En 1931, se convirtió en una de las primeras Goldwyn Girls, y comenzó su carrera cinematográfica en Palmy Days (1932).  En 1932, se la vio en comedias producidas por Mack Sennett y realizadas por Paramount, una de ellas protagonizada por Bing Crosby. Wing impresionó a productores y espectadores, pero rara vez consiguió papeles protagonistas.
Muchos de sus papeles eran pequeños y sin apenas ropa, antes de la introducción del Código de Producción de 1934; llegó a ser ampliamente reconocida como un símbolo sexual; en una ocasión se la describió como la corista más bella de todo Hollywood. Dado que el estudio con el que había sido contratada estaba sumido en la bancarrota durante gran parte de su carrera, su trabajo se realizó en préstamo, principalmente en Warner Bros. y, más tarde, tras su liberación, en trabajos de bajo presupuesto por película. Wing tuvo mucho más éxito haciendo publicidad de productos y apareció en innumerables revistas de aficionados entre 1933–1938.
Wing interpretó algunos papeles protagonistas en largometrajes de serie B y cortometrajes. En 1936 y 1937, trabajó junto al cantautor Pinky Tomlin en dos de sus películas musicales de bajo presupuesto, With Love and Kisses y Sing While You're Able.
Su último papel protagonista fue en The Marines Come Thru. Aunque se rodó en Florida en 1938, no se estrenó hasta 1943 con el título Fight On, Marines! Wing completó su carrera como actriz en Broadway en el fallido musical de Cole Porter de 1938 You Never Know, protagonizado por Lupe Vélez, Clifton Webb, Libby Holman y J. Harold Murray.
El 8 de febrero de 1960, Wing fue honrada con una estrella en el Paseo de la Fama de Hollywood, situado en el 6561 de Hollywood Boulevard.

## Vida personal
Fue muy conocida fuera de la pantalla por sus romances, y se la relacionó con Jackie Coogan (con quien estuvo prometida durante gran parte de 1935), Maurice Chevalier, Alfred Vanderbilt, Franklin Roosevelt Jr. y otros. Wing y Pinky Tomlin estuvieron prometidos brevemente a finales de 1937, pero el romance terminó antes de su boda prevista, y siguieron siendo íntimos hasta la muerte de Tomlin.[cita requerida]
Se casó con el piloto Henry "Dick" Merrill a través de una fuga a Tijuana cuando ella tenía 22 años, siendo él más de 20 años mayor que ella, el 19 de octubre de 1938 en Fredericksburg, Virginia. Se retiró del cine después de casarse.
La pareja tuvo dos hijos; ambos fallecieron antes que sus padres. Su primer hijo murió de lo que entonces se denominaba "muerte súbita" y su segundo hijo, Ricky, fue asesinado en su casa de Miami en septiembre de 1982, a la edad de 42 años. Su asesinato se produjo mientras estaba en libertad bajo fianza pendiente de una apelación por una condena por contrabando de marihuana en Nueva Orleans. A 2016 el caso seguía sin resolverse.
La pareja se retiró a DiLido, Florida, donde Merrill fue asignado a la ruta Nueva York-Miami de Eastern Airlines durante el resto de su carrera. Wing tuvo éxito en el sector inmobiliario en California y Florida. Más tarde se establecieron en Virginia, donde Merrill dirigió el Shannon Air Museum de Fredericksburg hasta su muerte en 1982. Está enterrada en el cementerio parroquial de Christ Church Kingston, en el condado de Mathews, Virginia. A la pareja le sobrevivieron dos nietas.

## Filmografía
Largometrajes:
| - A Boy of Flanders (1924) - Little Girl (sin acreditar) - A Woman Who Sinned (1924) - (sin acreditar) - Circe, the Enchantress (1924) - Little Girl (sin acreditar) - He Who Gets Slapped (1924) - Playing Child (sin acreditar) - Percy (1925) - Little Girl (sin acreditar) - The Shining Adventure (1925) - Little Girl (sin acreditar) - Zander the Great (1925) - Little Girl (sin acreditar) - Marry Me (1925) - Little Girl (sin acreditar) - The Pony Express (1925) - Child (sin acreditar) - American Pluck (1925) - Flower Girl at Coronation (sin acreditar) - Dollar Down (1925) - Little Girl - Double Daring (1926) - Nan - Palmy Days (1931) - Goldwyn Girl (sin acreditar) - The Kid from Spain (1932) - Goldwyn Girl (sin acreditar) - The King's Vacation (1933) - Autograph Seeker at Casino (sin acreditar) - 42nd Street (1933) - Blonde in 'Young and Healthy' Number (sin acreditar) - The Little Giant (1933) - Society Girl (sin acreditar) - Central Airport (1933) - Air Show Observer (sin acreditar) - Private Detective 62 (1933) - Free's Girl Friend (sin acreditar) - College Humor (1933) - Student (sin acreditar) - It's Great to Be Alive (1933) - Blonde that Kisses Carlos (sin acreditar) | - Baby Face (1933) - Office Worker (sin acreditar) - She Had to Say Yes (1933) - Model (sin acreditar) - Arizona to Broadway (1933) - Chambermaid (sin acreditar) - This Day and Age (1933) - Student (sin acreditar) - Torch Singer (1933) - Blonde in Sally's apartment (sin acreditar) - Search for Beauty (1934) - Sally Palmer - School for Girls (1934) - Hazel Jones - Come on Marines (1934) - Dolly - Murder at the Vanities (1934) - Nancy - Kiss and Make-Up (1934) - Consuelo of Claghorne - Student Tour (1934) - Student (sin acreditar) - One Hour Late (1934) - Maizie - Two for Tonight (1935) - College Girl (sin acreditar) - Forced Landing (1935) - Amelie Darrell - Thoroughbred (1936) - Anne O'Malley - Mr. Cinderella (1936) - Lulu, the Cashier - With Love and Kisses (1936) - Barbara Holbrook - Silks and Saddles (1936) - Marion Braddock / Jane Smith - Sing While You're Able (1937) - Joan Williams - The Women Men Marry (1937) - Sugar - True Confession (1937) - Suzanne Baggart - Mr. Boggs Steps Out (1938) - Irene Lee - The Marines Come Thru (1938) - Linda Dale - Sweethearts (1938) - Telephone Operator (sin acreditar) |

Cortometrajes:
| - Jimmy's New Yacht (1932) - One of Charlie's Girlfriends - The Loud Mouth (1932) - Nurse (sin acreditar) - The Candid Camera (1932) - Betty Swan - Alaska Love (1932) - Blonde by River (sin acreditar) - Ma's Pride and Joy (1932) - Radio Director's Secretary - Blue of the Night (1933) - Blonde in Bathing Suit (sin acreditar) - Rhythm on the Roof (1934) - Bob's Fantasy Sweetheart | - Star Night at the Cocoanut Grove (1934) - Herself - Hollywood Extra Girl (1935) - La Fiesta de Santa Barbara (1935) - Herself - Hill-Tillies (1936) - Toby - Rhythmitis (1936) - Lola Green - Sunday Night at the Trocadero (1937) - Toby Wing |